# Salsa agrodolce
Salsa agrodolce (cinese tradizionale: 甜酸醬; cinese semplificato: 甜酸酱; pinyin: tián suān jiàng) è un termine che indica diversi tipi di salse, con ingredienti di sapore contrastante, in modo però che l'agro e il dolce risultino gradevolmente contemperati. È tipicamente proveniente dalla cucina cinese, ma poi si è diffusa nelle cucine europee e in quella americana nella seconda metà del XX secolo per via delle migrazioni.

## Nella cucina orientale
La salsa agrodolce viene chiamata da molti cinesi, soprattutto quelli residenti nelle aree rurali del nordest, "salsa del popolo", a causa del basso costo dei suoi ingredienti. Durante la Grande Rivoluzione Culturale, il Partito Comunista Cinese distribuiva la salsa agrodolce per incentivare la sua consumazione come immagine tipica della cultura cinese.
Secondo alcuni autori di saggi, la salsa agrodolce proviene tradizionalmente dalla provincia cinese dello Hunan, tuttavia la salsa dallo stesso nome presente in quest'area è un mix di aceto e zucchero che poco somiglia a quella che è internazionalmente riconosciuta, anche dagli stessi cinesi, come agrodolce. In Cina tale salsa si usa per lo più come condimento da versare sul cibo già cotto, soprattutto carne e pesce, mentre nella cucina occidentale la salsa viene aggiunta durante la cottura del piatto.
Quest'ultima modalità di usare la salsa agrodolce è conosciuta, nella cucina cinese, solo in quei piatti in cui un condimento viene associato ad un solo ed unico ingrediente principale, come ad esempio "peperoncino e soia" per i gamberetti o "aceto ed aglio" per l'oca. In altri piatti, come per esempio i cantonesi loong har kow (palle di aragosta in agrodolce) o maiale in agrodolce, la salsa viene aggiunta nel wok durante la cottura.
Non tutti i piatti in cui è presente la salsa agrodolce vengono cotti, ad esempio è presente nella cucina delle regioni più orientali della Cina una "insalata agrodolce di frutta e verdura", nella quale vengono mischiati ingredienti quali cetriolo, pomodoro, peperone e cipolle insieme ad una purea di ananas (sostituito talvolta da pere), aceto e zucchero, risultando a preparazione compiuta in un fresco piatto crudo.
Le salse tradizionali della Cina vengono preparate mischiando zucchero o miele con liquidi aspri quali aceto di riso e salsa di soia, e spezie quali zenzero e chiodi di garofano. Talvolta viene aggiunta anche della passata di pomodoro, sebbene sia una pratica rarissima in Cina e ristretta soprattutto alla cucina occidentale.
La salsa agrodolce cantonese è la più strettamente collegata a quella usata in occidente, ed è stata inizialmente inventata per accompagnare il maiale in agrodolce. La prima ricetta ufficiale, con delle variazioni rispetto all'originale della tradizione cantonese, è stata quella dello chef di Hong Kong Leung King, che includeva ingredienti quali aceto di riso, sale, zucchero di canna cinese, ketchup, salsa Worcester e salsa di soia. L'esperto di Hong Kong Willie Mak ha consigliato ai consumatori contemporanei di non eccedere con aceto, ketchup e salsa Worcester scadenti, in quanto la salsa agrodolce terminata potrebbe rischiare di divenire troppo pungente per il gusto moderno, e non rispetterebbe l'equilibrio dei sapori del piatto servito. Ha suggerito, inoltre, di sostituire l'acido aceto di riso bianco con aceto di sidro di mele, mentre il ketchup e la salsa Worcester devono essere il meno scadenti possibile.

## Nella cucina occidentale
Le culture occidentali usano la salsa agrodolce fondamentalmente in due modi diversi, ossia come ingrediente aggiunto durante la cottura oppure come salsa in cui immergere il cibo già cotto.
Nella cucina francese, contrariamente alla tradizione della preparazione della salsa agrodolce (aigre-douce), si è sviluppata la pratica di immergere il cibo in una grande quantità di tale condimento.

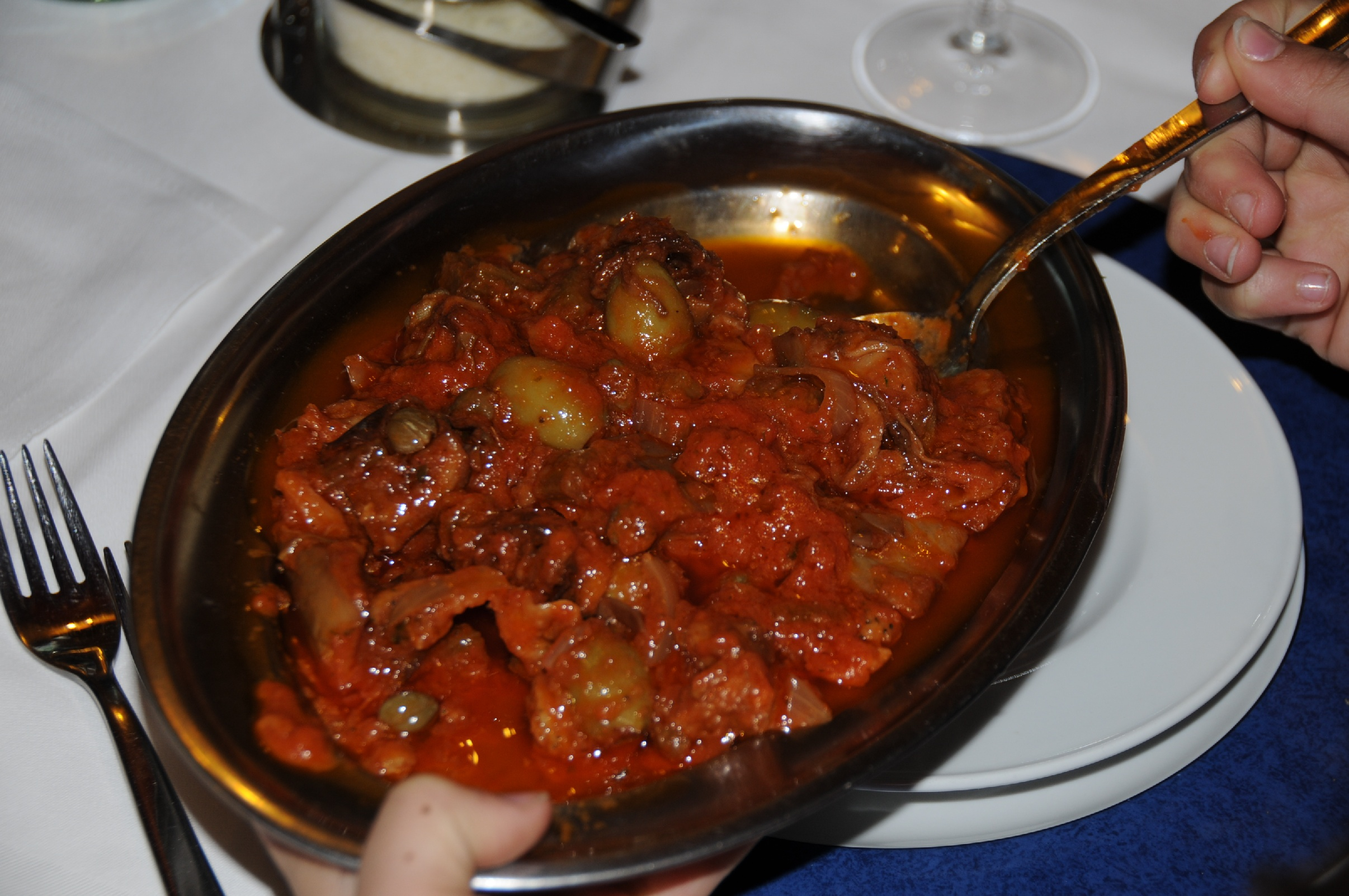
Caponata, con salsa agrodolce

Nella cucina italiana tradizionale viene preparata mischiando aceto di vino bianco, cipolle e zucchero. In quella siciliana questa salsa agrodolce è molto usata come componente della caponata, del tonno in agrodolce e della stimpirata, una salsa utilizzata appunto per stemperare i forti sapori di selvaggina come la lepre. In quella veneta delle sarde in saor.
Nella salsa agrodolce occidentale, vengono comunemente aggiunti ingredienti quali ananas, peperoni dolci e cipolle verdi. Viene spesso usato, nei piatti agrodolci, un mix di aceto di riso e sherry, sebbene il solo utilizzo del primo stia prendendo piede a causa dell'incrementata disponibilità. Comune è anche l'utilizzo del ketchup, per dare alla salsa un colore più rosso ed assecondare i gusti occidentali. Ultimamente sono presenti, nei supermercati europei ed americani, diverse varianti di salse agrodolci preparate, utilizzabili sia come salse da cottura mentre si fanno saltare gli ingredienti in padella, sia come salsa per l'immersione del cibo.
La salsa agrodolce è disponibile, soprattutto in Nord America, in piccoli contenitori che vengono venduti dai take-away cinesi, e viene utilizzata per immergervi il cibo.
Alcune varianti della salsa agrodolce vengono usate nella cucina per barbecue, e possono essere facilmente preparate in casa oppure acquistate già pronte.
I ristoranti cinesi presenti nei paesi occidentali servono comunemente pollo, maiale o gamberetti coperti di pastella e fritti, ai quali aggiungono successivamente la salsa agrodolce. In realtà questo tipo di consumazione del cibo non proviene dalla tradizione cinese, a meno che non si considerino alcune aree cantonesi o della regione dell'Hunan, ma è stato ideato per assecondare i gusti occidentali. In Europa, è molto comune trovare la salsa agrodolce cucinata con peperoni verdi tagliati, cipolla ed ananas, prima di venir versata sopra la portata principale.
Oltre ai ristoranti cinesi, negli Stati Uniti d'America anche alcuni popolari catene di fast food, come McDonald's e Burger King, preparano periodicamente delle portate che includono la salsa agrodolce.